# Paul Best
Paul Joseph Best (ur. 10 lipca 1939 w Bridgeport) – amerykański profesor studiów euroazjatyckich na Wydziale Nauk Politycznych Uniwersytetu Stanowego Southern Connecticut w New Haven. Jest wiceprezydentem Lemko Association (Lemko-Sojuz) oraz członkiem Carpathian Institute i Carpatho-Rusyn Society (USA).
Syn Josepha i Pauliny z domu Perun. Studia magisterskie (M.A.) ukończył na Fordham University New York oraz ekonomiczne (B.A.) na Fairfield University, Connecticut. Specjalizuje się w dziedzinie polityki geostrategicznej w tym zagadnienia północno-wschodniej Azji; Rosja, Korea, Japonia, Chiny i USA oraz historia i polityka Polski, Ukrainy, Słowacji w tym Karpato-Rusi. Prowadzi zajęcia fakultatywne na uniwersytetach w USA i Kanadzie, współpracuje z Uniwersytetem Jagiellońskim. W latach 1969–1992 był redaktorem kwartalnika „The Polish Review”.
Od roku 1965 systematycznie zajmuje się studiami rusińskimi. Prof. Best jest autorem licznych monografii i prac badawczych nad pochodzeniem Słowian wschodnich zamieszkujących Europę Centralną w obszarze Karpat. W swoich badaniach koncentruje się nad zagadnieniem problematyki możliwości wyodrębnienia oraz kształtowania się obok istniejących obecnie dużych narodów wschodniosłowiańskich a mianowicie Rosjan, Białorusinów i Ukraińców, czwartego narodu o proweniencji karpatorusińskiej.
Przodkowie prof. Besta pochodzą z Łemkowszczyzny.

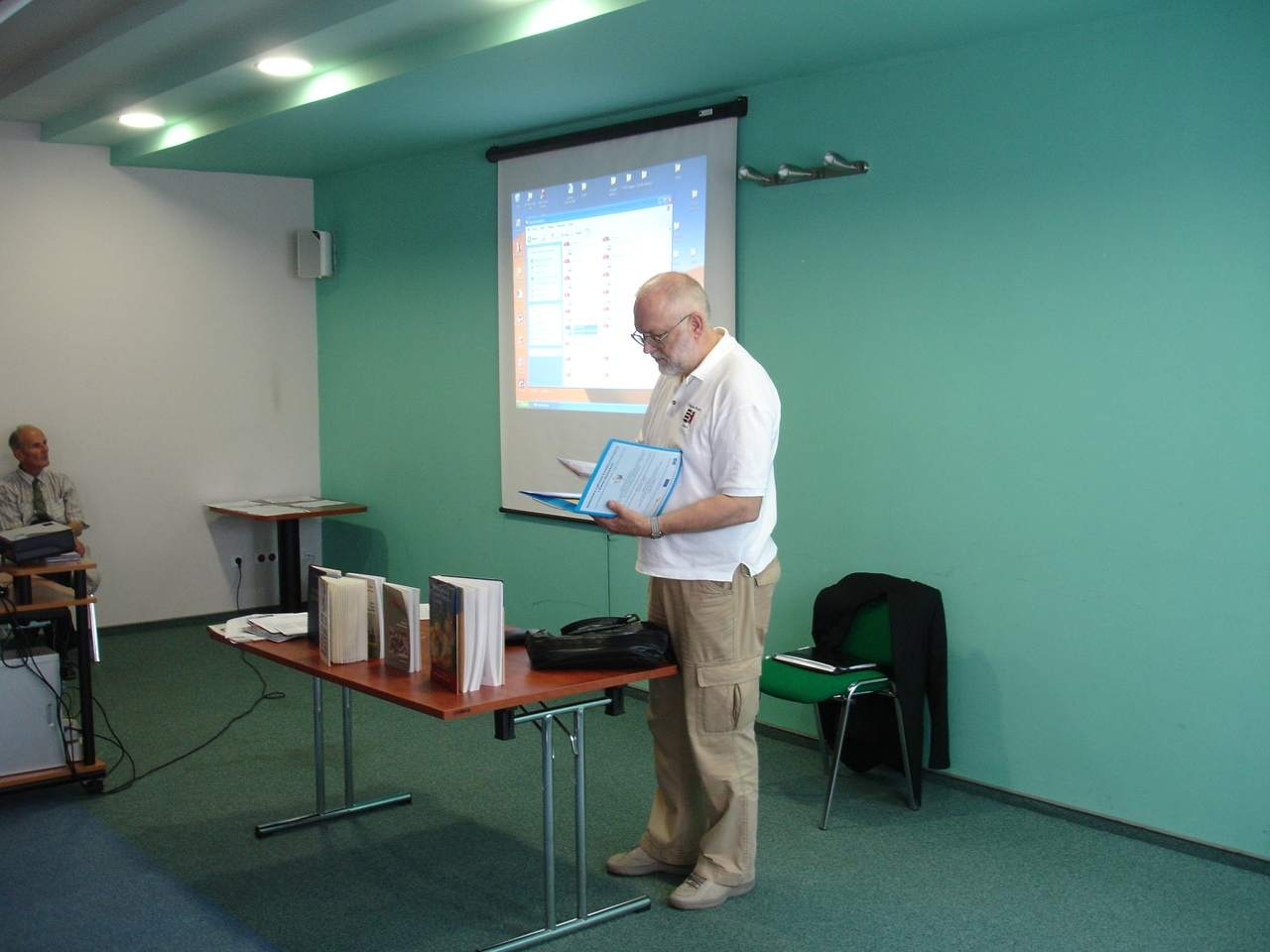
Prof. dr Paul Best, Konferencja „Badania nad Łemkowszczyzną w USA i Kanadzie”, Sanok, 16 czerwca 2007

## Publikacje (wybrane)
- Łemkowie. Grupa etniczna czy naród? [The Lemkos: An Ethnic Group or a Nation?], tłumaczenie.
- The Lemkos of Poland – Articles and Essays, wydawca Paul Best i Jarosław Moklak
- The Lemko Region, 1939–1947 War, Occupation and Deportation – Articles and Essays, wydawca Paul Best i Jarosław Moklak
- Apostolska Administracja Łemkowszczyzny w latach 1934–1944
- Moskalofilstwo wśród ludności łemkowskiej w XX w., w: Ukraińska myśl polityczna w XX wieku, „Zeszyty Naukowe Uniwersytetu Jagiellońskiego. Prace Historyczne”, z. 103, Kraków 1993
- America in the 21st Century: Challenges and Opportunities in Domestic Policy (February 1997)
- The Lemkos in their Homeland and in Diaspora (monograph)
- Origins and Development of Insurance in Imperial and Soviet Russia
- America in the 21st Century; Challenges and Opportunities in Domestic Politics, Prentice Hall, 1998
- America in the 21st Century: Challenges and Opportunities in Foreign Policy. Prentice-Hall, 1997.
- Governing Through Turbulence. Praeger, 1995.
- Politics in Three Worlds. Wiley, 1985; reprinted by Macmillan, 1986.
- Three Essays on the Lemko Question. In: Contributions of the Carpatho-Slavic Studies Group to the IV World Congress for Soviet and East European Studies, Harrogate, England, July 21-16, 1990, edited by Paul J. Best, New Haven, CT: Carpatho-Slavic Studies Group, 1990: 55-93.
- „Eastern Europe.” In Legal Traditions and Systems: An International Handbook, edited by Alan N. Katz, Westport, CT: Greenwood Press, 1986: 65-84.
- Polish American Scholarly Organizations. In: Pastor to the Poles: Polish American Essays..., edited by S. Blejwas and M. Biskupski, New Britain, CT (Central Connecticut State University Polish Studies Monograph Series), 1982: 153-165.
- Review – „Parties and Politics in Post-1989 Poland” American Political Science Review, Vol 91, No. 2 June 1997, p. 492-493.
- „The Lemkos as an Ethnic Group.” „The Polish Review” 35:3/4 (1990): 255-260.
- „The Latest Ucrainica.” „The Polish Review” 35:/3/4 (1990): 285-288.
- Insurance in Imperial Russia. „The Journal of European Economic History” 18:1 (Spring 1989): 139-169.
- Managing Editor, „The Polish Review” (1969-1992)
- Staff Assistant, Harvard Ukrainian Studies (1978- 1992) (semi-annual journal published in Cambridge, MA).
- „Carpatho-Slavic Studies” (1990-present) (triennial journal published in New Haven, CT).
- A Regional Approach to Higher Education. New York Times, April 6, 1980: CN17.